# Туратбеков, Досалы
Досалы Туратбеков - советский хозяйственный, государственный и политический деятель.

## Биография
Родился в 1903 году в селе Сабатар. Член ВКП(б) с 1929 года.
С 1930 года - на хозяйственной, общественной и политической работе. В 1930-1964 гг. — в земельных органах северной Киргизии, 1-й секретарь Ат-Башинского, Кировского (Кара-Буринского), Иссык-Кульского райкомов КП Киргизской ССР, заместитель заведующего сельскохозяйственным отделом ЦК Компартии Киргизии, председатель Иссык-Кульского облисполкома, нарком земледелия Киргизии, председатель Фрунзенского облисполкома, министр совхозов, заместитель министра сельского хозяйства, директор Киргизского павильона ВДНХ СССР.
Избирался депутатом Верховного Совета СССР 2-го и 3-го созывов.